# Pools voetballer van het jaar
De Pools voetballer van het jaar is een voetbalprijs die sinds 1973 wordt uitgereikt in het Polen. De organisatie van de jaarlijkse uitverkiezing is in handen van het dagblad Piłka Nożna.

## Winnaars
| Jaar | Pools voetballer van het jaar | Pools voetballer van het jaar      |
| Jaar | Winnaar                       | Club(s)                            |
| ---- | ----------------------------- | ---------------------------------- |
| 1973 | Kazimierz Deyna               | Legia Warschau                     |
| 1974 | Kazimierz Deyna               | Legia Warschau                     |
| 1975 | Zygmunt Maszczyk              | Ruch Chorzów                       |
| 1976 | Henryk Kasperczak             | Stal Mielec                        |
| 1977 | Grzegorz Lato                 | Stal Mielec                        |
| 1978 | Zbigniew Boniek               | Widzew Łódź                        |
| 1979 | Wojciech Rudy                 | Zagłębie Sosnowiec                 |
| 1980 | geen uitverkiezing            | geen uitverkiezing                 |
| 1981 | Grzegorz Lato                 | KSC Lokeren                        |
| 1982 | Zbigniew Boniek               | Widzew Łódź en Juventus            |
| 1983 | Józef Młynarczyk              | Widzew Łódź                        |
| 1984 | Włodzimierz Smolarek          | Widzew Łódź                        |
| 1985 | Dariusz Dziekanowski          | Widzew Łódź en Legia Warschau      |
| 1986 | Włodzimierz Smolarek          | Widzew Łódź en Eintracht Frankfurt |
| 1987 | Andrzej Iwan                  | Górnik Zabrze en VfL Bochum        |
| 1988 | Krzysztof Warzycha            | Ruch Chorzów                       |
| 1989 | Ryszard Tarasiewicz           | Śląsk Wrocław en Neuchâtel Xamax   |
| 1990 | Jacek Ziober                  | ŁKS Łódź en Montpellier HSC        |
| 1991 | Piotr Czachowski              | Legia Warschau en Zagłębie Lubin   |
| 1992 | Wojciech Kowalczyk            | Legia Warschau                     |
| 1993 | Marek Leśniak                 | SG Wattenscheid 09                 |
| 1994 | Roman Kosecki                 | Atlético Madrid                    |
| 1995 | Leszek Pisz                   | Legia Warschau                     |
| 1996 | Piotr Nowak                   | TSV 1860 München                   |
| 1997 | Sławomir Majak                | Widzew Łódź en Hansa Rostock       |
| 1998 | Mirosław Trzeciak             | ŁKS Łódź en CA Osasuna             |
| 1999 | Jacek Zieliński               | Legia Warschau                     |
| 2000 | Jerzy Dudek                   | Feyenoord Rotterdam                |
| 2001 | Emmanuel Olisadebe            | Polonia Warschau en Panathinaikos  |
| 2002 | Maciej Żurawski               | Wisła Kraków                       |
| 2003 | Jacek Krzynówek               | 1. FC Nürnberg                     |
| 2004 | Jacek Krzynówek               | Bayer Leverkusen                   |
| 2005 | Euzebiusz Smolarek            | Borussia Dortmund                  |
| 2006 | Euzebiusz Smolarek            | Borussia Dortmund                  |
| 2007 | Euzebiusz Smolarek            | Borussia Dortmund en Santander     |
| 2008 | Jakub Błaszczykowski          | Borussia Dortmund                  |
| 2009 | Mariusz Lewandowski           | FC Sjachtar Donetsk                |
| 2010 | Jakub Błaszczykowski          | Borussia Dortmund                  |
| 2011 | Robert Lewandowski            | Borussia Dortmund                  |
| 2012 | Robert Lewandowski            | Borussia Dortmund                  |
| 2013 | Robert Lewandowski            | Borussia Dortmund                  |
| 2014 | Robert Lewandowski            | Borussia Dortmund                  |
| 2015 | Robert Lewandowski            | FC Bayern München                  |
| 2016 | Robert Lewandowski            | FC Bayern München                  |
| 2017 | Robert Lewandowski            | FC Bayern München                  |
| 2018 | Łukasz Fabiański              | Swansea City en West Ham United    |
| 2019 | Robert Lewandowski            | FC Bayern München                  |
| 2020 | Robert Lewandowski            | FC Bayern München                  |

Azerbeidzjan · België (HLN · PL) · Bosnië-Herzegovina · Bulgarije · Denemarken · Duitsland · Engeland (PFA · FWA) · Estland · Finland · Frankrijk (FF · UNFP) · Georgië · Gibraltar · Griekenland · Hongarije · Ierland · Israël · Italië · Kazachstan · Kosovo · Kroatië · Letland · Liechtenstein · Litouwen · Luxemburg · Malta · Moldavië · Nederland · Noord-Macedonië · Noorwegen · Oekraïne · Oostenrijk · Polen · Portugal (CNID · PGB) · Roemenië · Rusland ("Futbol" · "Sport-Express") · Schotland (SPFA · SFWA) · Servië · Slowakije · Sovjet-Unie · Spanje (TADS · PDB · LFP) · Tsjechië (ČMFS · KSN) · Wit-Rusland · Zweden · Zwitserland